# ان‌جی‌سی ۲۸۳۵
ان‌جی‌سی ۲۸۳۵ (انگلیسی: NGC 2835) یک کهکشان مارپیچی میانی است که در صورت فلکی مار باریک قرار دارد. این کهکشان در فاصله ۳۵ میلیون سال نوری از زمین قرار دارد، که با توجه به ابعاد ظاهری آن، به این معنی است که NGC 2835 حدود ۶۵۰۰۰ سال نوری وسعت دارد. این کهکشان در ۱۳ آوریل ۱۸۸۴ توسط ویلهلم تمپل کشف شد. NGC 2835 تنها در فاصله ۱۸.۵ درجه از صفحه کهکشانی قرار دارد.